# درک ده ویلدر
درک ده ویلدر (هلندی: Derck de Vilder؛ زادهٔ ۲۳ نوامبر ۱۹۹۸) بازیکن هاکی روی چمن اهل هلند است.